# Gladys Requena
Pour les articles homonymes, voir Requena.
Gladys Requena est une enseignante et femme politique vénézuélienne, née le 9 novembre 1952 à Puerto Santo. Députée à l'Assemblée nationale du Venezuela pour l'État de La Guaira entre 2011 et 2016, elle est ministre de la Femme et de l'Égalité de genre entre 2015 et 2016.